# Eleazar di Anzersk
Eleazar di Anzersk (Kozel'sk, ... – 1656) è stato un monaco cristiano russo, venerato come santo dalla Chiesa ortodossa russa. Viene ricordato il 13 gennaio.

## Biografia
Nato nella città di Kozel'sk da una famiglia di mercanti, in giovinezza prese gli ordini monastici nel monastero di Solovki dall'egumeno Irenarco.
Dimostrò subito una predisposizione naturale per le discipline artistiche, intagliando modelli sacri nel legno e partecipando all'abbellimento della cattedrale della Trasfigurazione di Solovki. Con la benedizione di Irenarco si allontanò nel 1612 dal monastero per stabilirsi sull'isola di Anzersk, dove diventò eremita.
Iniziò una vita di continua contemplazione e preghiera: le agiografie del santo narrano che per sopravvivere fosse solito lasciare nei pressi dell'imbarcadero dell'isola delle tazze incavate nel legno all'interno delle quali scriveva i generi di prima necessità di cui aveva bisogno e che gli erano forniti dagli abitanti dei villaggi della terraferma. Questi ultimi si tenevano come contropartita le tazze, finemente lavorate dal monaco.
Nel 1616 Eleazar fu elevato al grado di schemamonaco e, dalle varie parti della Russia, iniziarono a giungere a lui discepoli che volevano imparare la vita monastica seguendo i suoi precetti. Organizzò allora un monastero, sul modello dello skita, dalle regole molto rigide: le celle erano costruite sull'isola a una notevole distanza l'una dall'altra e gli eremiti si ritrovavano insieme solo il sabato e la domenica per celebrare le funzioni sacre, trascorrendo il resto della settimana in preghiera.
Tra i suoi discepoli vi era anche lo ieromonaco Nikita, che sarebbe in seguito diventato il Metropolita Nikon. Si narra che lo zar Michele di Russia convocò a Mosca il santo per conoscerlo e che Eleazar in quella circostanza gli avesse predetto la nascita di un figlio maschio. Grato per la predizione, lo zar avrebbe dato ordine di costruire sull'isola una chiesa dedicata alla Santa Trinità. Tale favore da parte dello zar provocò l'invidia dell'abate del monastero di Solovki, il quale si racconta avesse fatto imprigionare Eleazar in un impeto di rabbia, salvo poi rilasciarlo dopo poco tempo.
Oltre a passare il tempo nella preghiera Eleazar era solito anche dedicarsi alla scrittura: compilò tre libri intitolati "Fiori di giardino" nei quali raccolse detti edificanti e parabole, scrisse inoltre una regola monastica per gli schete.
Morì nel 1656, anziano, dopo quarant'anni di eremitismo.